# بولة (زيلايي)
بولة (بالفارسية: پوله) هي قرية تقع في إيران في قسم زیلایی الريفي. يقدر عدد سكانها بـ 266 نسمة بحسب إحصاء 2016.